# Pas de Finestres (Isona i Conca Dellà)

El Pas de Finestres, respecte del terme d'Abella de la Conca

El Pas de Finestres és un pas de muntanya situat a 1.065 m d'altitud que fa de límit dels termes municipals d'Abella de la Conca i Isona i Conca Dellà (antic terme d'Isona, a la comarca del Pallars Jussà.
Està situat al costat de llevant del Roc del Pas de Finestres, en el lloc on enllaça amb la Sedella, que s'estén des d'aquest lloc cap a llevant. Hi passa la carretera L-511, en el seu punt quilomètric 7,5.

## Etimologia
En aquest cas, el topònim deu sortir per metàfora descriptiva: la cinglera de la Sedella presenta unes irregularitats en el seu perfil que semblen finestres.